# Grand Samarkand

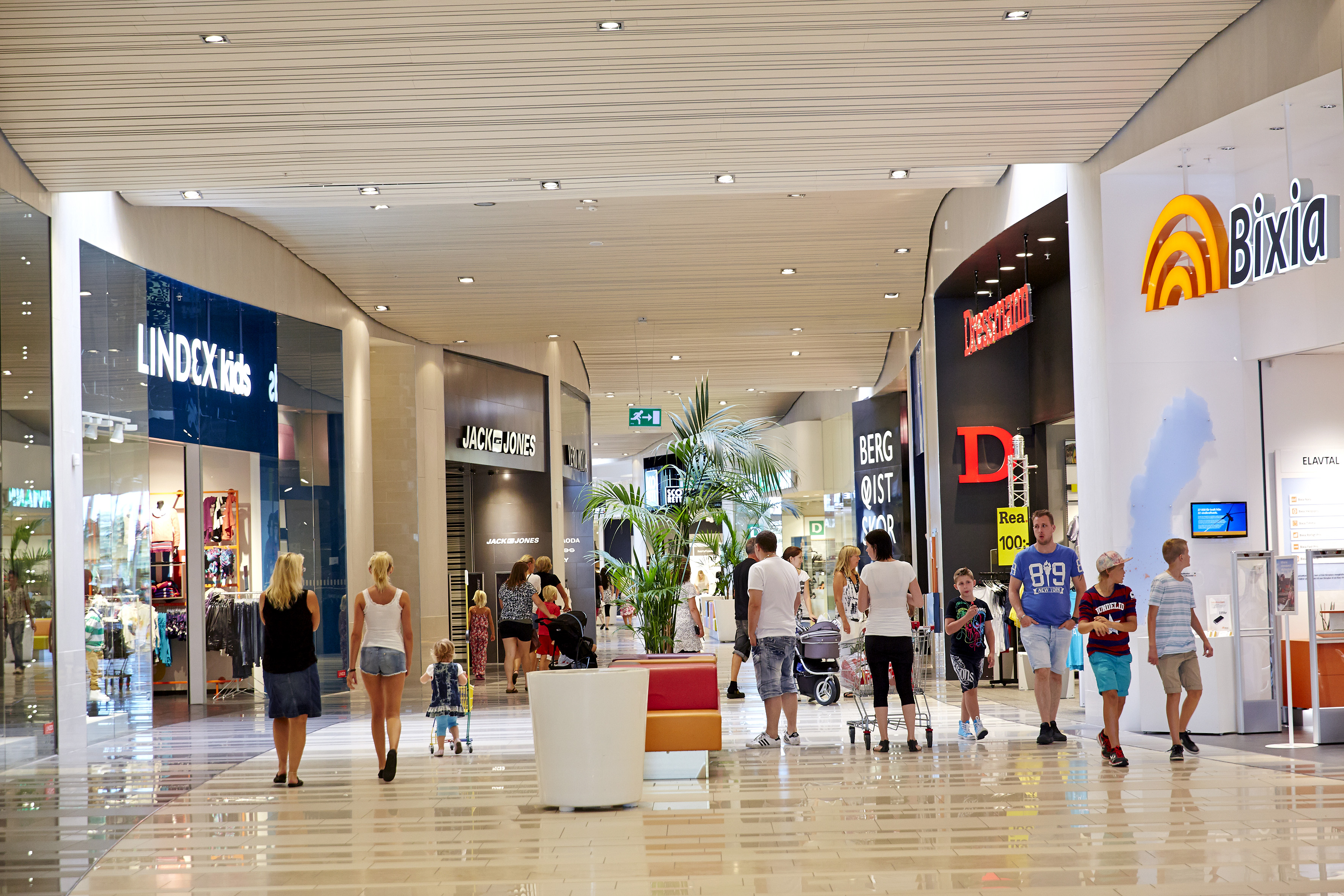
Grand Samarkand

Grand Samarkand är ett köpcentrum i Växjö med ett 70-tal butiker, caféer och restauranger. Grand Samarkand köpcentrum omfattar 35 000 kvadratmeter, ägs av Eurocommercial Properties och förvaltas av Newsec Asset Management AB.
Grand Samarkand var ursprungligen Samarkand, en byggnad som uppfördes i början av 1970-talet och som delades mellan Obs! och Kvantums stormarknader och ett fåtal småbutiker. I oktober 2003 sålde Konsumentföreningen Göta byggnaden till Eurocommercial. Föreningen hade överlåtit driften av Obs! till KF under 1996. Obs! blev senare Coop Forum, men i juli 2007 lades stormarknaden ner.
Coop Forums tidigare lokaler byggdes om till mindre butiker. Den 26 augusti 2010 nyöppnade den första etappen som Grand Samarkand med elva nya butiker.